# Roméo et Jeannette
Roméo et Jeannette (Romeo en Jeannette) is een toneelstuk in 4 bedrijven van Jean Anouilh. Het is een bewerking van Romeo and Juliet die hij in 1945 schreef. Het stuk is doordrenkt van het naoorlogse pessimisme dat deze periode beheerste.

## Personages
De belangrijkste personages zijn Frederic (Romeo), een jongeling uit een welgestelde familie, en Jeanette, de zuster van zijn verloofde Julia. Het is blijkbaar de bedoeling van de auteur om zijn Juliet samen te stellen uit de persoonlijkheden van twee vrouwen (JULIa en JeannETTE). In het stuk treden ook de volgende personages op: de moeder van Frederic, de vader en de broer (Lucien) van Jeannette, en een postbode. De personages worden als volgt gekarakteriseerd:
- Frederic: mooi, naïef
- Jeannette, een meisje dat zich verzet tegen haar zus en moeder
- Julia imiteert haar moeder: ze is praktisch en werkt hard om aan haar familie te kunnen ontsnappen
- Lucien: cynisch, ongelovig, romantisch
- Vader, hangt de playboy uit in de bar
- Moeder: teruggetrokken, misprijzend, weinig affectief